# Barbarine
Barbarine je volně stojící skalní věž (někdy označovaná též jako skalní jehla) v německé části Labských pískovců, na levém břehu řeky Labe, asi 2 km jihovýchodně od pevnosti Königstein. Tato 42,7 m vysoká skalní věž se nalézá na jižním okraji stolové hory Pfaffenstein u Pfaffendorfu, který je částí městečka Königstein, a patří k nejznámějším symbolům Labských pískovců. Nachází se na území Chráněné krajinné oblasti Saské Švýcarsko.

## Horolezectví
První výstup byl proveden dne 19. září 1905. V průběhu času docházelo k erozi hlavy skalní věže, a proto byla již v roce 1946 provedena její sanace betonem. Eroze nadále pokračovala a proto byla od roku 1975 zakázána horolezecká činnost na věži a v letech 1979–1980 byla provedena impregnace hlavy skalní věže a hlava byla sanována umělým kamenem.

## Pověsti
Tradovala se zde pověst, že Barbarine byla dívka, která žila v tomto kraji se svou matkou. Jednou v neděli matka své dceři důrazně nakazovala, aby nezapomněla jít do kostela na mši. Barbarine však místo do kostela šla raději do lesa na borůvky (v jiné verzi pověsti šla za svým milým, místním myslivcem). Když se vracela, potkala u lesa svou matku, a ta ze vzteku, že ji Barbarine neposlechla, dceru proklela, ať na místě zkamení. A tak se také stalo. 